# Tafalla
Tafalla – miasto w Hiszpanii, we wspólnocie autonomicznej Nawarra. W 2022 liczyło 10 576 mieszkańców.